# Temple FJKM d'Amboninampamarinana
L'église d'Amboninampamarinana (malgache : FJKM Tranovato Ambonin'Ampamarinana) est un temple protestant FJKM situé à Antananarivo, capitale de Madagascar,

## Histoire
Au sommet de la colline, près du palais de Justice d'Ambatondrafandrana, l’église d’Amboninampamarinana a été érigée par des missionnaires de la Société missionnaire de Londres en mémoire des martyrs chrétiens persécutés sous le règne de la reine Ranavalona Ire.
La présence des 14 Martyrs chrétiens précipités dans le vide à Tsimihatsaka le 28 mars 1849 a mené  à l'établissement de l'église.
La LMS a envoyé le missionnaire Benjamin Briggs et son épouse, fin 1863 "construire une Église à Ambonin" après que la "Terre sombre" a pris fin en 1861 sous Ranavalona Ire.
Le dimanche 5 octobre 1864, l'église d'Amboni'Ampamarina a été consacrée.
La position et la forme du bâtiment souvent changé en raison des incendies fréquents et de la construction continue du bâtiment.